# Jean-Jacques de Sellon

Jean-Jacques de Sellon

Jean-Jacques de Sellon (* 20. Januar 1782 in Genf; † 6. Juni 1839 in Belfort) war ein schweizerischer Notabler, Publizist, Philanthrop, Mäzen und Pazifist. Er begründete 1830 die erste Friedensgesellschaft Kontinentaleuropas und profilierte sich als Gegner der Todesstrafe.

## Herkunft
Die Familie Sellon stammte ursprünglich aus Südfrankreich. Als Hugenotten flohen sie nach der Rücknahme des Ediktes von Nantes 1685 aus Nîmes und wurden 1699 Bürger der Stadt Genf. Als Bankiers und Tuchhändler mit Filialen in London und Paris, aber auch durch Heirat kamen sie zu beträchtlichem Vermögen und etablierten sich im Genfer Patriziat. Gaspard Sellon (1702–1785) erwarb 1755 die Herrschaft Allaman (Waadt), die nach seinem Tod seinem Bruder Jean François (1707–1790), dem Großvater von Jean-Jacques zufiel. Jean Sellon (1736–1810), der Sohn von Jean François und Vater von Jean-Jacques, wurde 1786 von Joseph II. in den Rang eines Grafen des Heiligen Römischen Reiches erhoben.

## Leben und Wirken

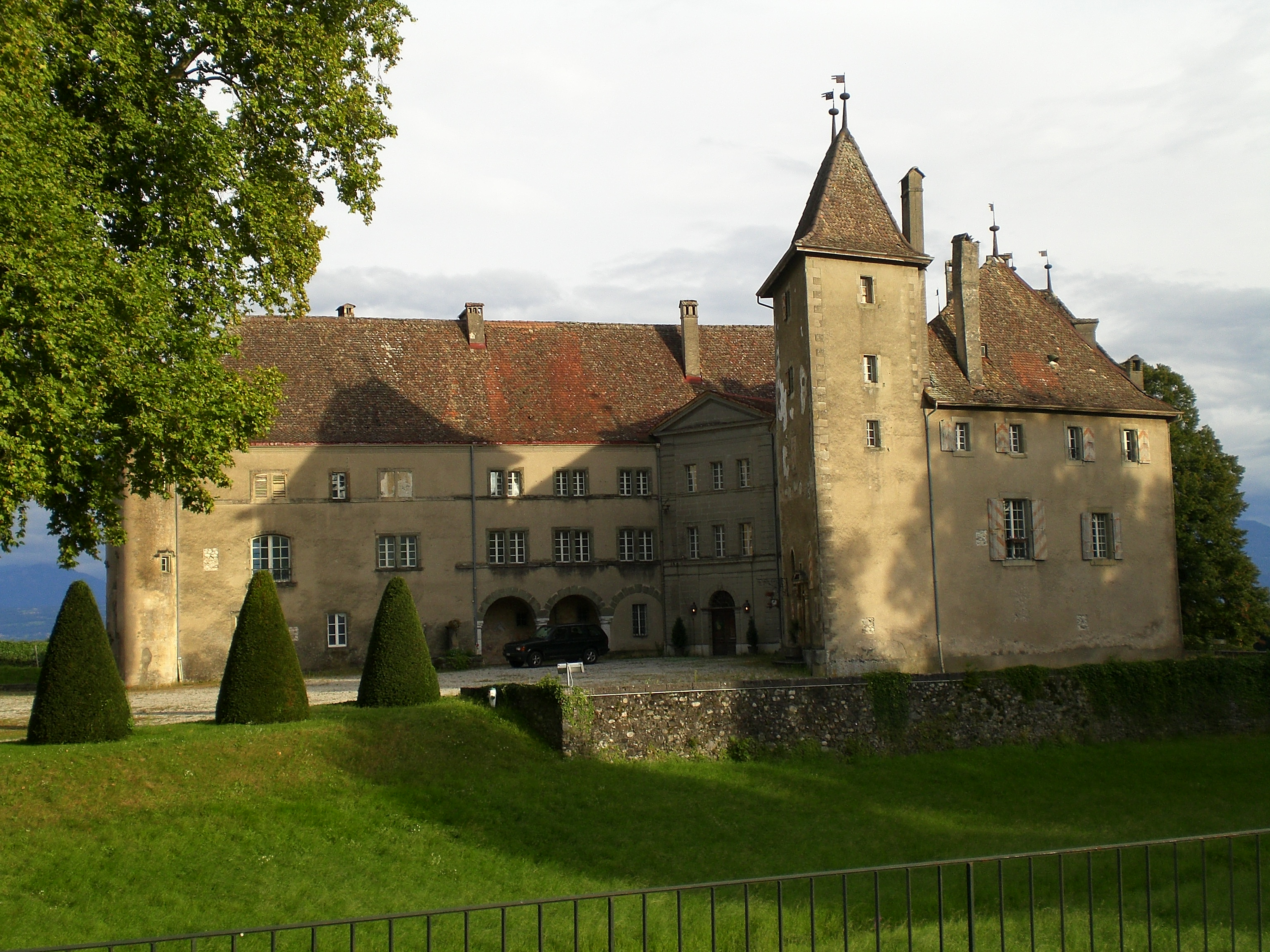
Schloss Allaman

Bereits als Kind, zwischen 1789 und 1794, war Jean-Jacques de Sellon mit seinen Eltern durch Italien gereist. Sein Vater pflegte hier Geschäftskontakte, entzog sich so aber auch den revolutionären Unruhen in Genf. Von 1794 bis 1800 hielt sich Jean-Jacques vornehmlich auf dem Familienschloss in Allaman auf; seit 1800 wohnte er überwiegend in Genf, wenn er nicht kreuz und quer durch Europa reiste. 1804 kam er erstmals nach Paris. Er bewunderte Napoleon, wohnte 1805 dessen Krönung mit der Eisernen Krone der Langobarden im Mailänder Dom bei und wurde zum Kammerherrn Napoleons ernannt. 1810 erbte er die Herrschaft Allaman mit dem Schloss, die Handelsfirma und das erhebliche Vermögen seines Vaters. Er empfing in der Schweiz eine Reihe von literarischen und politischen Berühmtheiten seiner Zeit, darunter Mitglieder der Familie Bonaparte, die habsburgischen Erzherzöge Ferdinand und Maximilian, den Pianisten Franz Liszt, die Kaiserin Joséphine, den Herzog von Bassano, der auch auf Sellons Schloss verhaftet wurde, George Sand sowie seinen Enkel Camillo Cavour.

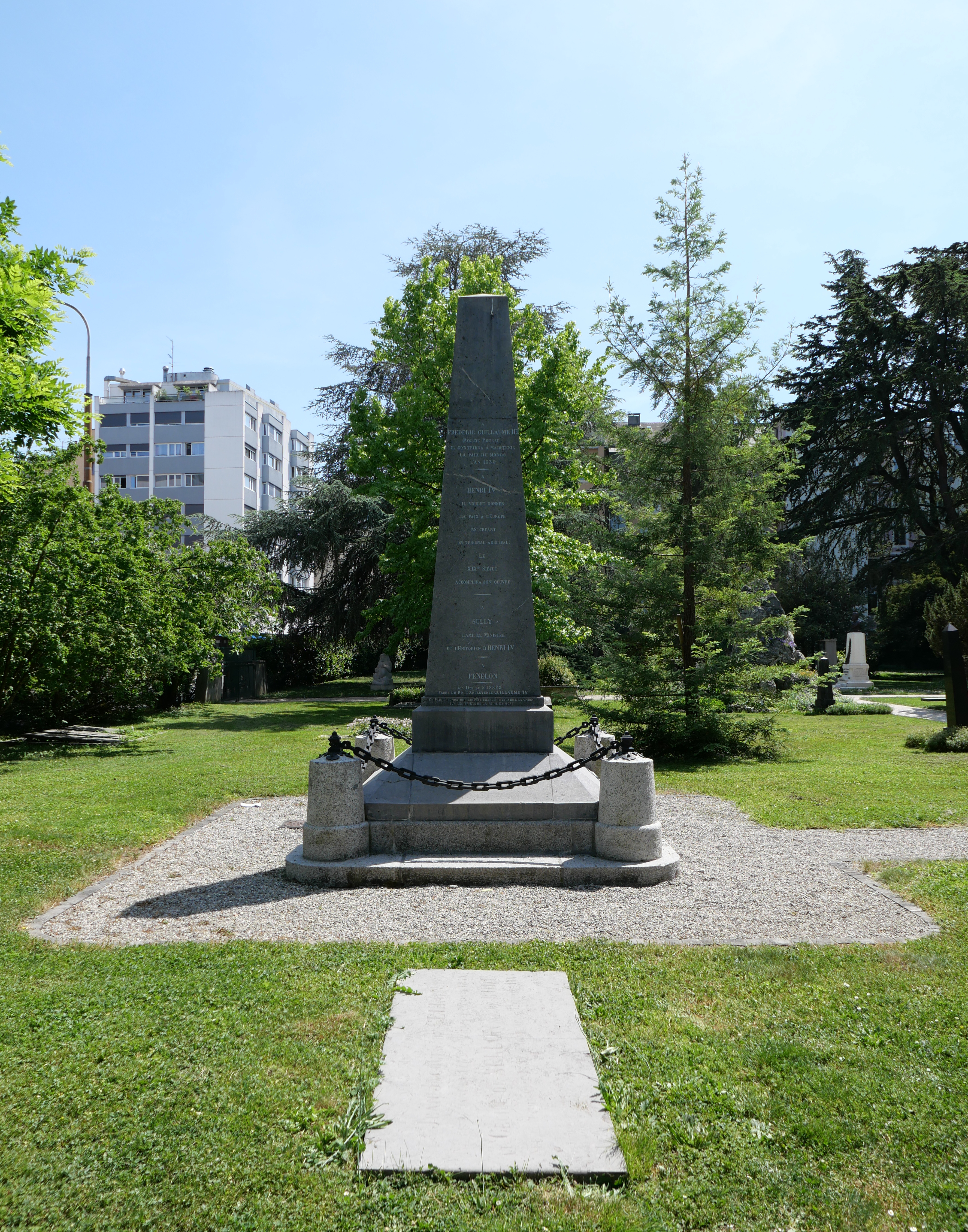
Das Grab von de Sellon und seiner Frau Cécile, geb. de Budé de Boisy (1792–1863), auf dem Cimetière des Rois in Genf mit einem Denkmal für die Société de la paix im Hintergrund.

Nach der Wiederherstellung der Republik in Genf 1814 wurde Sellon Mitglied des „Repräsentantenrats“. Hier machte er sich vor allem für den Freihandel und die Abschaffung der Todesstrafe stark. Er argumentierte dabei rechts- und staatsphilosophisch gegen die Todesstrafe und verfasste nicht nur eigene Schriften, sondern übersetzte auch Werke bekannter Abolitionisten ins Französische, etwa von Giovanni Carmignani und Carl Joseph Anton Mittermaier.
Als Anhänger der Rechtsstaatsidee Cesare Beccarias postulierte Sellon ein Menschenrecht auf körperliche Unversehrtheit und übertrug dies auch auf zwischenstaatliche Konflikte. Damit begründete er den philanthropischen und humanitären Pazifismus, der Friedenserziehung und die Grundrechte in einen engen Zusammenhang stellte, sich aber nicht gegen die Landesverteidigung aussprach. 1830 berief er dreissig Genfer Bürger in sein Haus ein und gründete die „Société des Amis de la Paix de Genève“, die erste kontinentaleuropäische Friedensgesellschaft. Darin drückte sich auch seine Überzeugung aus, eine Reformbewegung müsse von den Eliten ausgehen. Seine nicht zuletzt durch den Calvinismus geprägte Haltung beeinflusste seinen Neffen Camillo Benso de Cavour und Henri Dunant.
Nach einer Erkrankung zog sich Sellon 1834 aus der aktiven Politik zurück. Als Führer der Ultracalvinisten erregte er 1835 mit dem Vorstoß Aufsehen, dem Reformator Johannes Calvin ein großes Denkmal in Genf zu errichten. Als er damit scheiterte, ließ er verbittert eines auf eigene Kosten auf der Terrasse seines Herrschaftshauses an der Rue des Granges errichten.
Wie sein Vater, der eine der bedeutendsten schweizerischen Kunstsammlungen seiner Zeit mit bedeutenden Gemälden alter Meister vor allem Italiens zusammengetragen hatte, war auch Jean-Jacques ein beflissener Sammler. Er kaufte in erster Linie schweizerische Landschaftsmalerei seiner Zeit. Viele der Kunstwerke der Sammlung Sellon befinden sich inzwischen im Musée d’art et d’histoire in Genf.
In Genf ist eine Straße nach Jean-Jacques Sellon benannt.

## Schriften

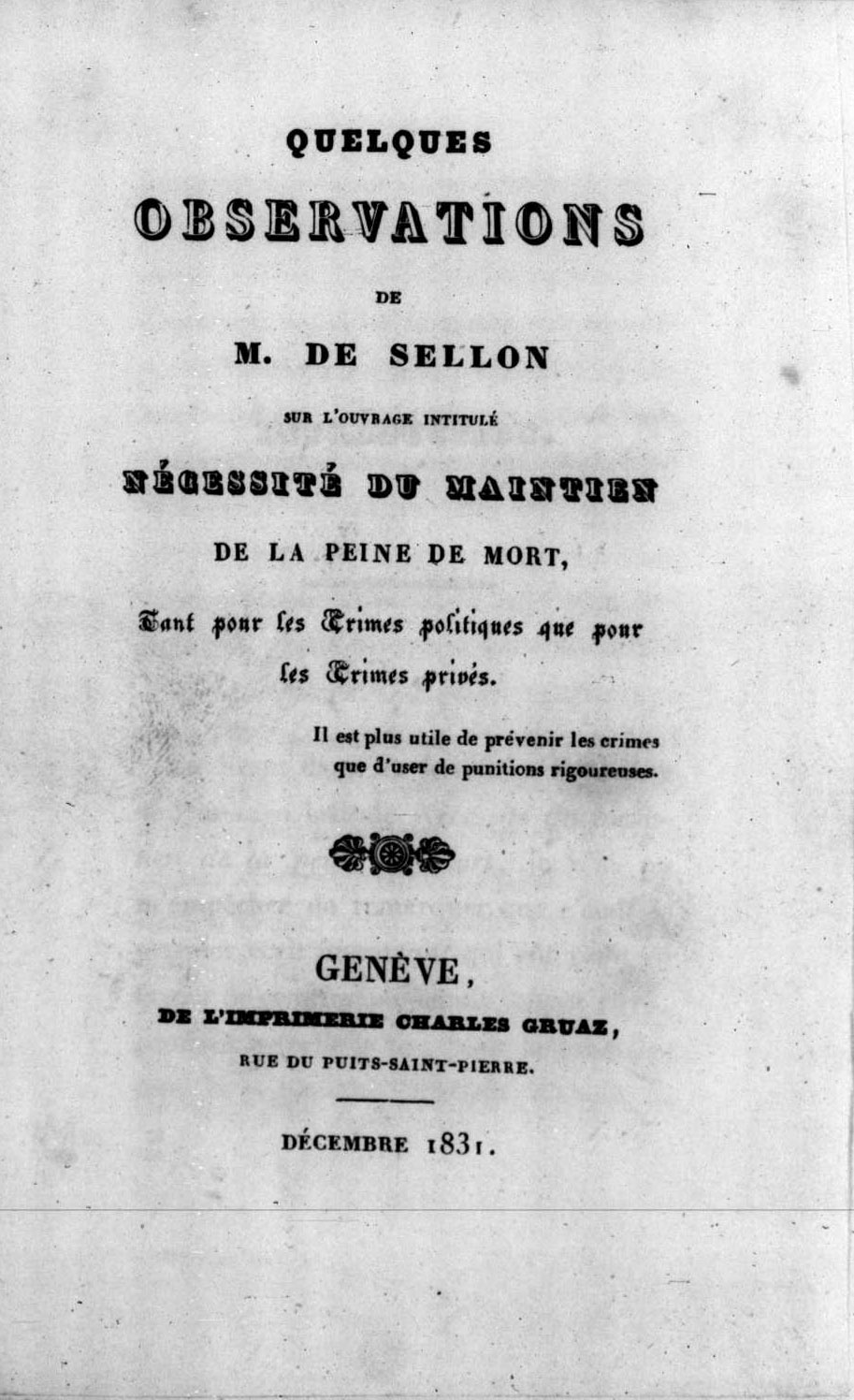
Quelques observations sur l'ouvrage intitulé Nécessité du maintien de la peine de mort, 1831

- Jean-Jacques de Sellon: Mes réflexions. Bonnant, Genève 1829.
- Quelques observations sur l'ouvrage intitulé Nécessité du maintien de la peine de mort. Charles Gruaz, Genève 1831 (französisch, beic.it).
- Jean-Jacques de Sellon: Lettre de M. de Sellon à M. …, sur le pacte fédéral, et sur les travaux des societés de la paix de l’apos; Amérique Septentrionale, de l’apos; Angleterre et de celle de Genève., Genève 1832.
- Jean-Jacques de Sellon: Quelques reflexions de Mr. de Sellon, président de la société de paix de Genève., Genève 1832.
- Jean-Jacques de Sellon: Recueil de lettres addressées aux archives de la société de la paix., Genève 1832.
- Jean-Jacques de Sellon: Quelques notes et reflexions sur le système penitentiaire des états-unis d’Amerique et sur ce qu’il a d’applicable du continent Européen publiées., Genève (Octobre) 1833.
- Jean-Jacques de Sellon: Adresse du fondateur de la société de la paix de Genève (Jean Jacques de Sellon) aux chretiens de toutes les communions et de tous les pays., Genève 1834.
- Jean-Jacques de Sellon: Dialogue sur la peine de mort, sur le système pénitentiaire et sur la guerre., Genève 1834.
- Jean-Jacques de Sellon: Lettre de Mr. de Sellon président de la soc. de la paix de Genève à Madame *** servant d’introduction aux nouveaux fragmens qu’il se propose de publier., Genève 1834.
- Jean-Jacques de Sellon: Mélanges politiques et moraux., Genève 1837.
- Jean-Jacques de Sellon: Nouveaux mélanges politiques, moraux et littéraires. Gruaz, Genève 1837.
- Jean-Jacques Sellon: Lettre de l’auteur du concours ouvert à Genève en 1826 en faveur de l’abolition de la peine de mort à l’un de ses honorables collègues du conseil souverain. Lador, Genève 1827.
- Jean-Jacques Sellon: Des observations de M. de Sellon, sur les instructions à donner pour la Diète du 12 Mars 1832. A.L. Vignier, Genève [1832].
- M. de Sellon: Traduction littérale du préambule du code de Léopold, grand-duc de Toscane. Gruaz, Genève 1831.
- Giovanni Carmignani und Jean-Jacques de Sellon: Fragmens d’un discours sur la peine de mort prononcé le 18 Mars 1836. E. Pelletier, Genève 1836.
- Kurzer Inbegriff der Arbeiten des Grafen von Sellon, Stifter und Präsident der Friedensgesellschaft in Genf., Genf 1836.
- Jacques Matter, Jean Jacques de Sellon und Albertine Adrienne de Necker Saussure: Fragmens de l’ouvrage intitulé De l’Influence des Moeurs sur les Lois … Par M. Matter … De l’ouvrage de Mme Necker de Saussure, intitulé De l'Éducation Progressive, et de quelques autres traités d’éducation., Geneve 1833.
- Jean-Jacques Sellon und Jean Jacques Rousseau: Fragmens de l’Emile de Rousseau et des lettres de Lord Chesterfield sur l’éducation., Genève 1833.
- Jean-Jacques Cte de Sellon: Lettre de Mr. de Sellon, président de la soc. de la paix à l’éditeur des archives de cette société., Genève (Maus) 1832.
- Jean-Jacques Cte de Sellon: Amendement de M. de Sellon … destiné à écarter la peine de mort de la loi sur la presse du 2 Mai 1827, et à lui substituer l’emprisonnement …, Genève 1834.
- Jean-Jacques Cte de Sellon: Nouveaue Fragmens commencés … 1833, et faisant suite a öouö publiés par lui au mois de Janvier de la même année., Genève 1834.